# Jaguar
Panthera onca
Vous lisez un « bon article » labellisé en 2009.
Pour les articles homonymes, voir Jaguar (homonymie).
Espèce
Répartition géographique
Statut de conservation UICN

NT : Quasi menacé
Statut CITES
Le jaguar (Panthera onca) est un mammifère carnivore de la famille des Felidae. C'est l'un des cinq « grands félins » du genre Panthera, avec le léopard, le tigre, le lion et la panthère des neiges. Son aire de répartition actuelle s'étend du Mexique à la majeure partie de l'Amérique centrale et de l'Amérique du Sud, jusqu'au nord de l'Argentine et du Paraguay. Hormis des errances occasionnelles de spécimens originaires du Mexique, le jaguar est une espèce disparue aux États-Unis depuis le début des années 1970. Il est présent à l'état sauvage en Guyane française.
Ce félin tacheté ressemble physiquement au léopard, mais il est généralement plus grand et d'apparence plus massive. En outre, son habitat et son comportement sont plus proches de ceux du tigre. Bien que la forêt tropicale dense constitue son habitat de prédilection, le jaguar s'accommode d'une large variété de milieux ouverts et boisés. Il est fortement associé à la présence de l'eau et, comme le tigre, il aime nager. C'est un prédateur solitaire qui chasse à l'affût, tout en étant opportuniste dans la sélection des proies. C'est aussi un superprédateur qui joue un rôle important dans la stabilisation des écosystèmes et la régulation des populations qu'il chasse. Il a développé une puissance de morsure exceptionnelle, même par rapport aux autres grands félins, ce qui lui permet de percer les carapaces des tortues et d'employer une méthode de mise à mort inhabituelle : il mord directement le crâne de sa proie et porte ainsi un coup fatal au cerveau.
Le jaguar est une espèce quasi menacée (NT) selon l'Union internationale pour la conservation de la nature (UICN), et ses effectifs sont en baisse. Il est notamment menacé par la destruction de son habitat, plus ou moins liée à la fragmentation écopaysagère. Alors que le commerce international des jaguars ou de leurs dérivés est interdit, cet animal est encore régulièrement chassé par l'homme, en particulier lorsqu'il entre en conflit avec les éleveurs et les agriculteurs d'Amérique du Sud. Bien que de plus en plus réduite, son aire de répartition reste large.
Compte tenu de sa répartition historique, le jaguar a figuré en bonne place dans la mythologie de nombreuses cultures amérindiennes, notamment celles des Mayas et des Aztèques.

## Étymologie
Le mot jaguar est peut-être dérivé du mot tupi-guarani yaguaré, yaguara ou yanuara, et qui a été traduit de différentes façons par « ce qui (nous) dévore », « corps de chien » ou, le plus souvent cité : « bête sauvage qui surmonte sa proie d'un bond ».

## Description

### Tête

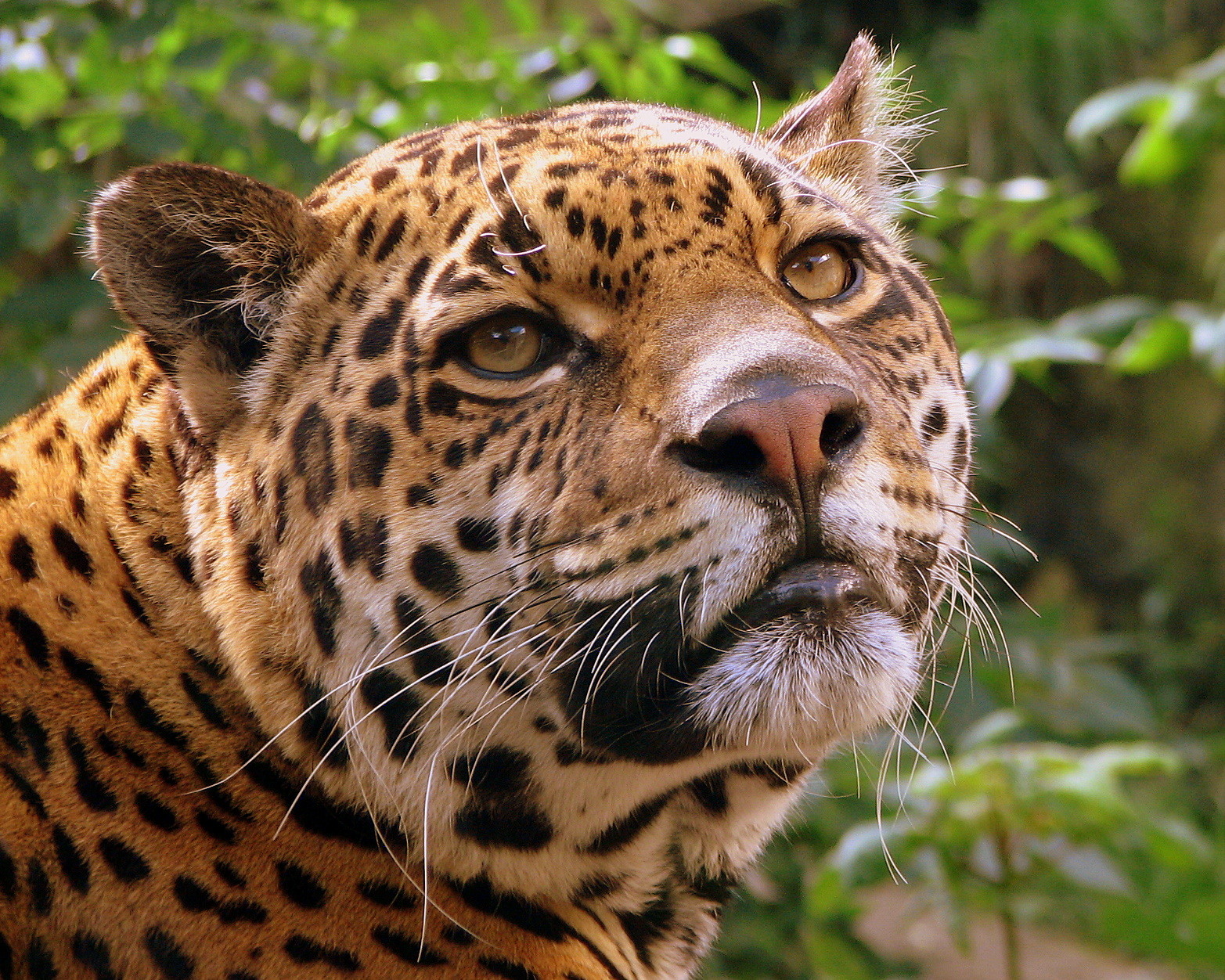
Le jaguar possède une mâchoire imposante.

La tête est robuste et la mâchoire extrêmement puissante. Les oreilles sont rondes, de couleur noire au revers avec une tache blanche au milieu, pour les individus non mélaniques. La pupille est ronde. Il a été suggéré que la morsure du jaguar est la plus forte de tous les félidés ; cette force permettant même de percer les carapaces de tortues. Une étude comparative de la force de la morsure en fonction de la taille du corps classe le jaguar comme le plus puissant des félidés, ex æquo avec la panthère nébuleuse mais devant le lion et le tigre. Cela lui confère une méthode de mise à mort inhabituelle : il mord directement dans le crâne de sa proie et livre un coup fatal au cerveau,. Il a été rapporté qu'un jaguar « peut traîner un taureau de 360 kg sur 8 m dans ses mâchoires et broyer même les os les plus robustes ». Le jaguar chasse des animaux sauvages pouvant peser jusqu'à 300 kg dans la jungle dense, et son physique court et robuste est donc une adaptation à ses proies et à son environnement.

### Corps

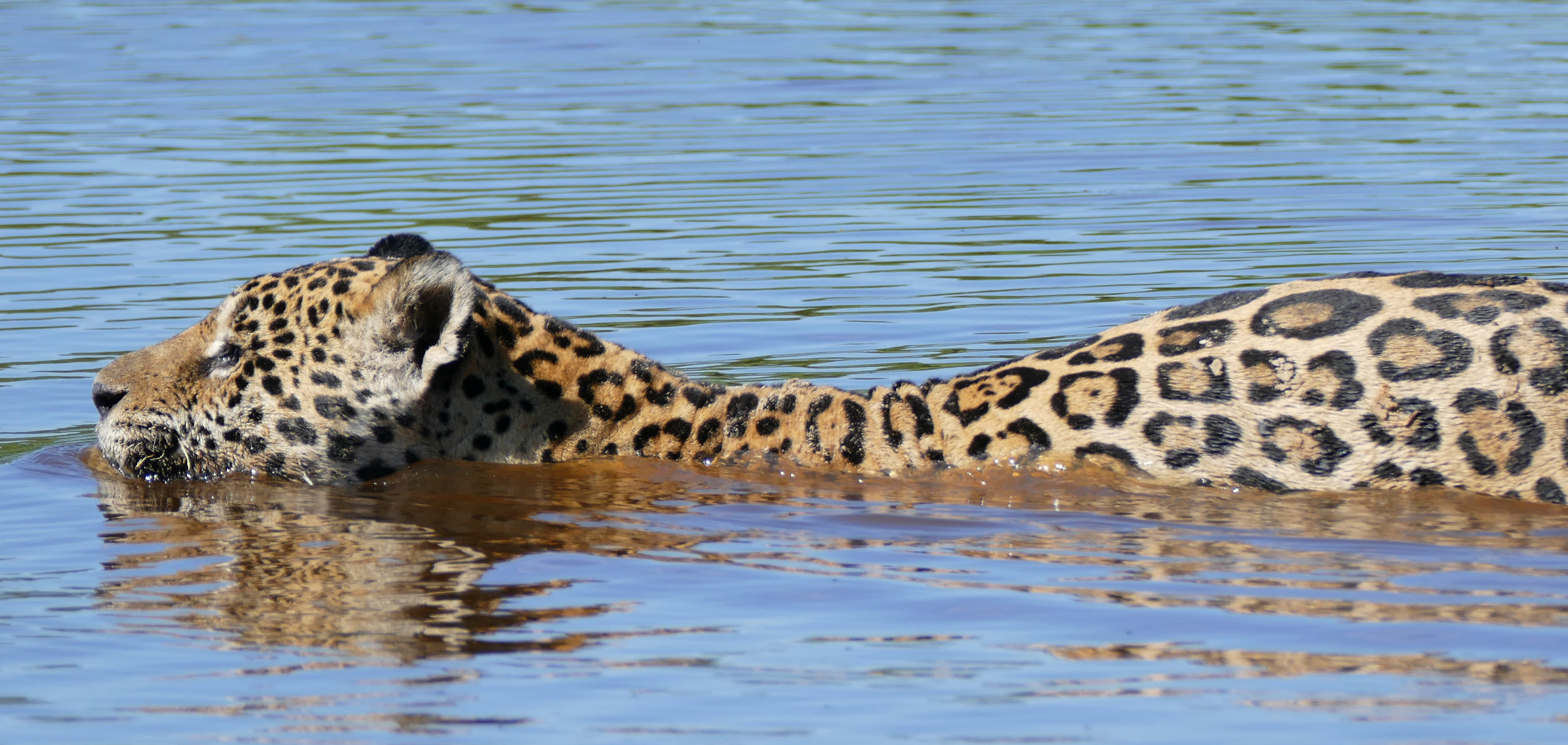
Jaguar nageant dans le rio Cuiabá, Mato Grosso, Brésil.

Félin trapu et plutôt court sur pattes, le jaguar est cependant très habile à l'escalade, l'exploration et la natation. Dans son aire de répartition, il ne peut être confondu avec aucun autre félin : seul le puma (Puma concolor) peut être aussi gros que lui mais celui-ci est de couleur fauve. Toutefois, le jaguar ressemble au Léopard (Panthera pardus) qui vit en Afrique et en Asie. Les deux animaux peuvent être distingués par leurs rosettes : celles du jaguar sont plus grandes, moins nombreuses, généralement plus sombres et ont des lignes plus épaisses et de petites taches dans le milieu que le léopard n'a pas. Les jaguars ont également une tête plus arrondie et courte que le léopard, et un aspect bien plus massif. Comme les félins de l'Ancien Monde, le jaguar possède dix-neuf paires de chromosomes. Dans la nature, le jaguar réagit à la cataire.

#### Biométrie

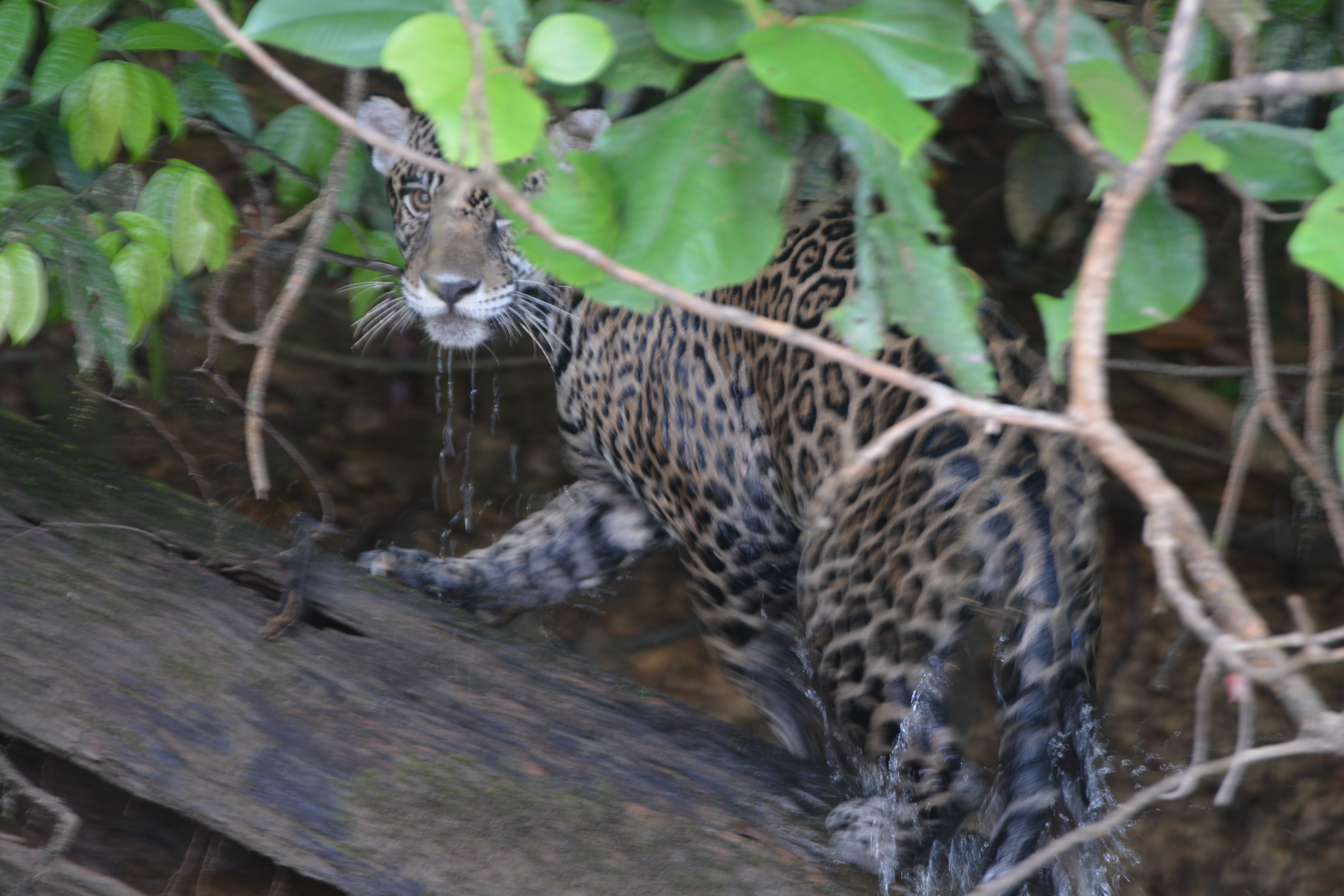
Jaguar au sortir de l'Approuague, dans le parc naturel régional de Guyane.

Le jaguar est le plus gros félin sauvage en Amérique, surpassant légèrement le puma, et le troisième au monde après le tigre et le lion. Il existe d'importantes variations de taille parmi sa population selon les régions et les habitats, le poids de l'animal tendant à augmenter au sud de son aire de répartition.
Le poids moyen varie du simple (en Amérique centrale) au double (dans le Pantanal brésilien et les plaines du Venezuela) : il a été estimé, pour les mâles, entre 56 et 102 kg, et pour les femelles, entre 41 et 72 kg. Une étude du jaguar dans la réserve de biosphère de Chamela-Cuixmala, sur la côte mexicaine de l'océan Pacifique, a montré des individus de seulement 30 à 50 kg, poids proche de celui du puma. En revanche, une étude des jaguars dans la région du Pantanal brésilien montre un poids moyen de 100 kg. Les jaguars vivant dans les milieux forestiers denses sont souvent plus sombres et beaucoup plus petits que ceux qu'on trouve dans les espaces ouverts, probablement en raison du moins grand nombre de proies herbivores dans les zones forestières. Les mâles les plus lourds ont été pesés à 158 kg,, ce qui correspond environ au poids d'une tigresse ou d'une lionne, et les plus petits individus adultes connus ont un poids extrêmement faible de 36 kg.
La longueur du jaguar varie d'un minimum de 1,12 mètre pour les femelles et 1,4 mètre pour les mâles à un maximum de 1,7 mètre pour les femelles et 1,85 mètre pour les mâles. La queue mesure de 55 à 65 cm pour les mâles et 43 à 60 cm pour les femelles. L'animal fait environ 68 à 76 cm de hauteur au garrot. Les femelles sont généralement plus petites que les mâles de 10 à 20 %.

#### Pelage

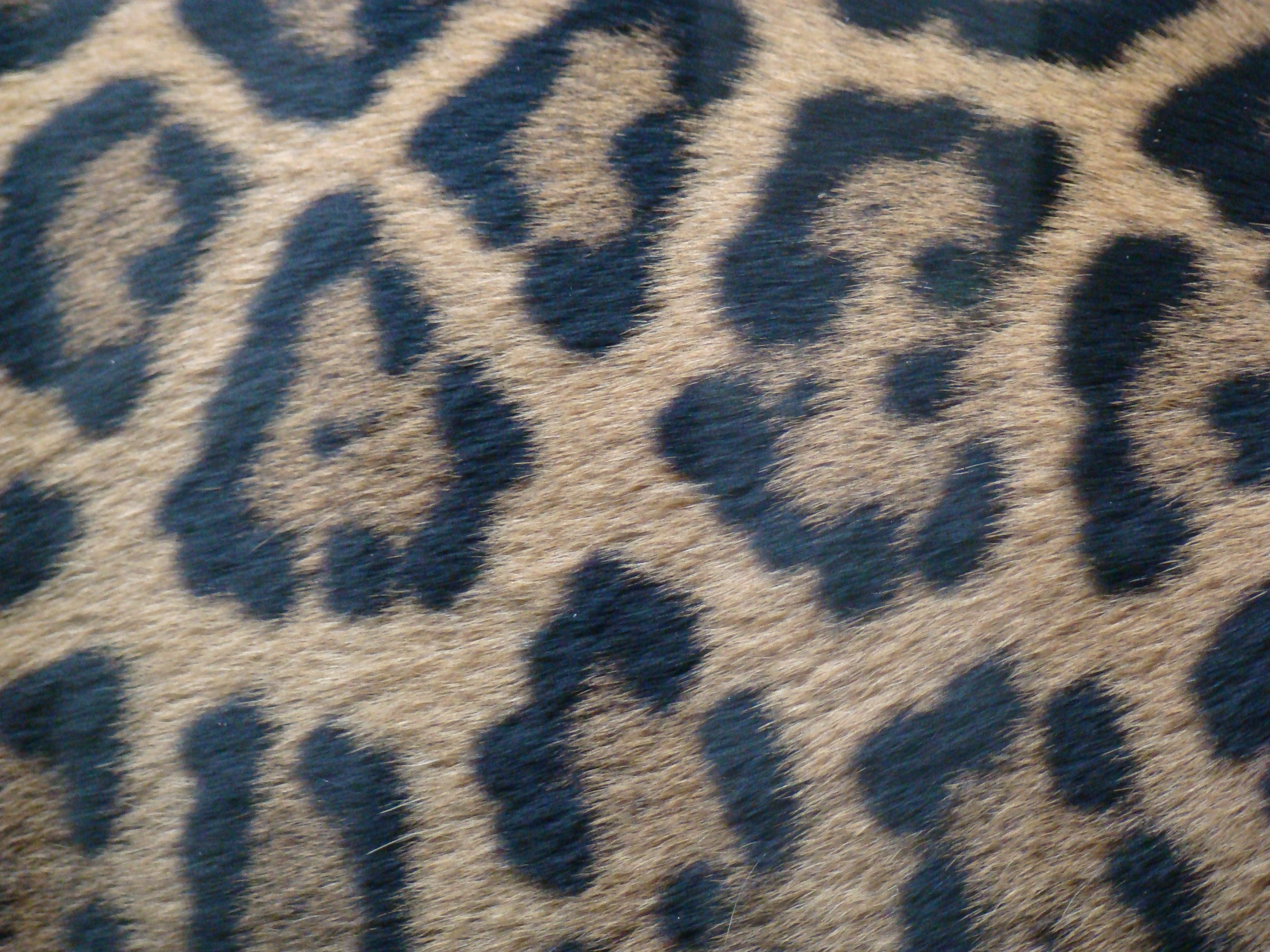
Détail du pelage.

Le pelage du jaguar est généralement jaune tacheté, mais il peut aller du brun au noir. Le dessous de l'animal, la gorge, la face intérieure de la patte et le bas des flancs sont de couleur plus claire, proche du blanc. Le jaguar est couvert de rosettes de camouflage lui permettant de se dissimuler dans la forêt amazonienne, son habitat. Les taches varient sur l'individu même et entre les individus : les rosettes peuvent inclure un ou plusieurs points, et la forme des points varie. Les taches sur la tête, le cou et la queue sont bien distinctes des autres taches : elles sont pleines (sans rosette). Sur le cou, les taches se rejoignent pour former des rayures.
Les formes mélaniques existent dans l'espèce. La forme mélanique avancée touche environ six pour cent de la population. Le mélanisme est le résultat d'un allèle dominant : une mutation du gène MC1R favorise la production de mélanine. Les jaguars mélaniques semblent entièrement noirs, mais leurs taches sont encore visibles si l'on regarde attentivement. Ils sont officieusement connus sous le nom de « jaguar noir », mais il ne forment pas une espèce ou une sous-espèce distincte. Les individus touchés par l'albinisme, parfois appelés « jaguars blancs », sont rares mais existent chez les jaguars, comme chez les autres grands félins. Il est très fortement suspecté que la forme mélanique soit associée à des facteurs environnementaux, et notamment aux forêts tropicales denses et humides.

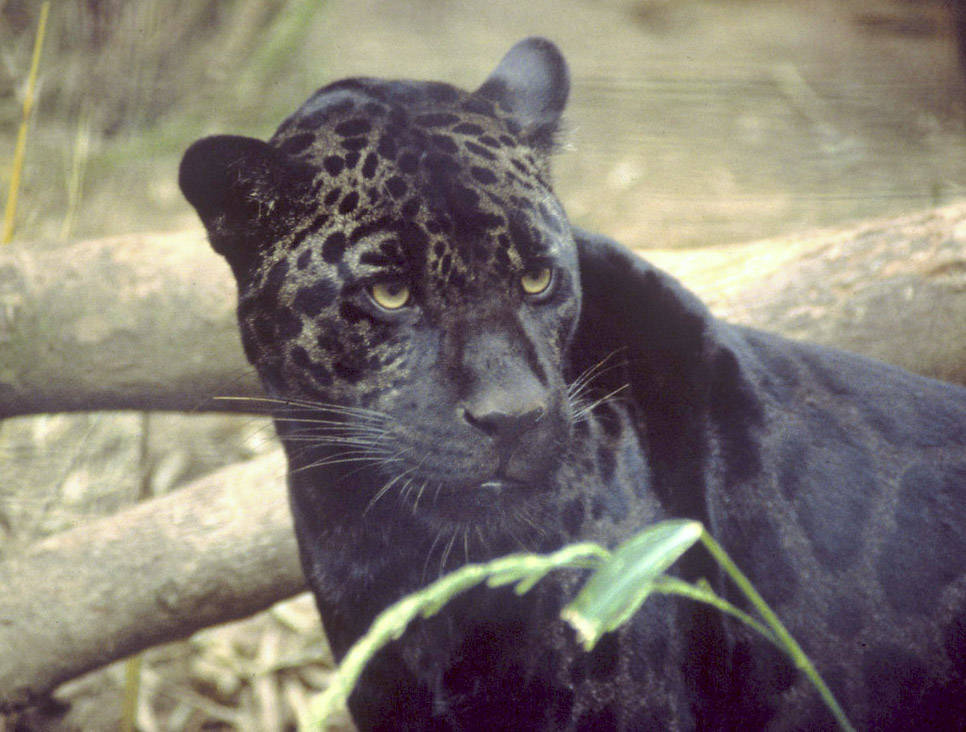
Les rosettes restent visibles malgré la livrée noire.
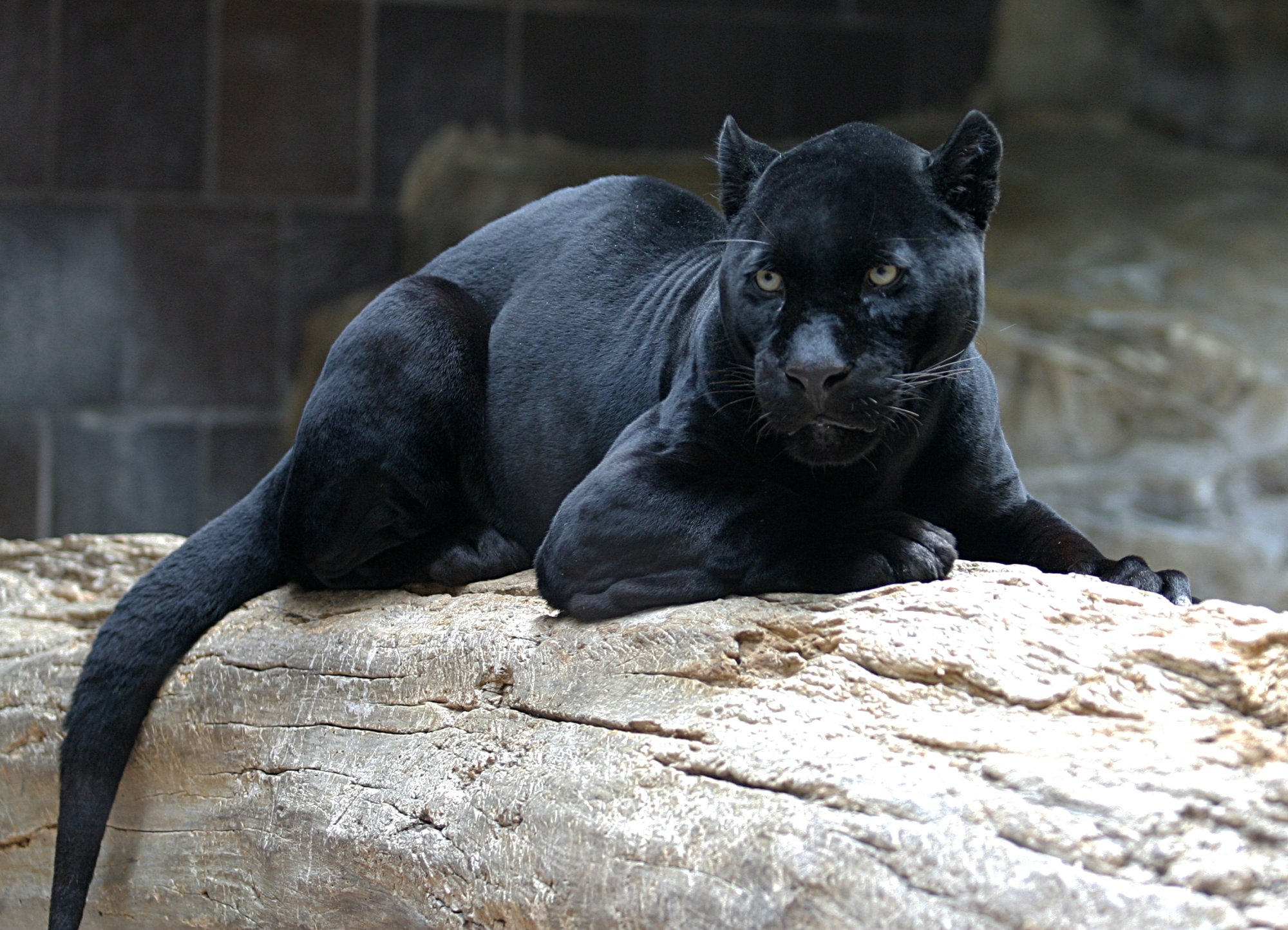
Les formes mélaniques, bien que dépendantes d'un allèle dominant, restent rares.

## Évolution de l'espèce et sous-espèces

### Place dans l'arbre phylogénétique
Le jaguar est le seul membre du genre Panthera existant au Nouveau Monde. Son étude ADN montre que le lion (Panthera leo), le tigre (Panthera tigris), le léopard (Panthera pardus), le jaguar (Panthera onca), le léopard des neiges (Panthera uncia) et la panthère nébuleuse (Neofelis nebulosa) partagent un ancêtre commun et que ce groupe ancestral se situe entre six et dix millions d'années. Les preuves fossiles estiment l'émergence du genre Panthera à 2 ou 3,8 millions d'années,. Les études phylogénétiques situent généralement la panthère nébuleuse à la base de ce groupe,,,. La position des autres espèces, notamment celle du léopard des neiges, varie entre les études et est encore en suspens,,,,.
Sur la base de données morphologiques, le zoologue britannique Reginald Innes Pocock a conclu que le jaguar est le plus étroitement lié au léopard. Toutefois, l'ADN n'apporte pas de preuve sur la position du jaguar par rapport aux autres espèces et cela varie entre les études,,,. Les fossiles d'espèces éteintes Panthera, comme le jaguar européen (Panthera gombaszoegensis) et le lion américain (Panthera atrox), montrent à la fois les caractéristiques du lion et du jaguar. La présence du jaguar est attestée par des fossiles de deux millions d'années. C'est un félin américain depuis le passage du pont terrestre de Béringie au cours du Pléistocène. L'ancêtre immédiat de l'animal moderne était plus grand que le félin contemporain. L'analyse de l'ADN mitochondrial du jaguar date l'apparition de l'espèce entre 280 000 et 510 000 ans, c'est-à-dire plus tard que le suggèrent les fossiles. Panthera augusta ou Panthera onca augusta est un jaguar géant qui vivait sur un territoire correspondant aux États-Unis il y a 100 000 à 1,6 million d'années.
Arbre phylogénétique de la sous-famille Pantherinae
|  | Neofelis nebulosa - Panthère nébuleuse         |
|  |                                                |
|  | Neofelis diardi - Panthère nébuleuse de Bornéo |
|  |                                                |

|  | Panthera tigris - Tigre              |
|  |                                      |
|  | Panthera uncia - Panthère des neiges |
|  |                                      |

|  | \| \| Panthera leo - Lion \| \| \| \| \| \| Panthera pardus - Léopard \| \| \| \| |
|  |                                                                                   |
|  | Panthera onca - Jaguar                                                            |
|  |                                                                                   |
|  | Panthera leo - Lion                                                               |
|  |                                                                                   |
|  | Panthera pardus - Léopard                                                         |
|  |                                                                                   |

|  | Panthera leo - Lion       |
|  |                           |
|  | Panthera pardus - Léopard |
|  |                           |

|  | Panthera tigris - Tigre              |
|  |                                      |
|  | Panthera uncia - Panthère des neiges |
|  |                                      |

|  | \| \| Panthera leo - Lion \| \| \| \| \| \| Panthera pardus - Léopard \| \| \| \| |
|  |                                                                                   |
|  | Panthera onca - Jaguar                                                            |
|  |                                                                                   |
|  | Panthera leo - Lion                                                               |
|  |                                                                                   |
|  | Panthera pardus - Léopard                                                         |
|  |                                                                                   |

|  | Panthera leo - Lion       |
|  |                           |
|  | Panthera pardus - Léopard |
|  |                           |

|  | Neofelis nebulosa - Panthère nébuleuse         |
|  |                                                |
|  | Neofelis diardi - Panthère nébuleuse de Bornéo |
|  |                                                |

|  | Panthera tigris - Tigre              |
|  |                                      |
|  | Panthera uncia - Panthère des neiges |
|  |                                      |

|  | \| \| Panthera leo - Lion \| \| \| \| \| \| Panthera pardus - Léopard \| \| \| \| |
|  |                                                                                   |
|  | Panthera onca - Jaguar                                                            |
|  |                                                                                   |
|  | Panthera leo - Lion                                                               |
|  |                                                                                   |
|  | Panthera pardus - Léopard                                                         |
|  |                                                                                   |

|  | Panthera leo - Lion       |
|  |                           |
|  | Panthera pardus - Léopard |
|  |                           |

|  | Panthera tigris - Tigre              |
|  |                                      |
|  | Panthera uncia - Panthère des neiges |
|  |                                      |

|  | \| \| Panthera leo - Lion \| \| \| \| \| \| Panthera pardus - Léopard \| \| \| \| |
|  |                                                                                   |
|  | Panthera onca - Jaguar                                                            |
|  |                                                                                   |
|  | Panthera leo - Lion                                                               |
|  |                                                                                   |
|  | Panthera pardus - Léopard                                                         |
|  |                                                                                   |

|  | Panthera leo - Lion       |
|  |                           |
|  | Panthera pardus - Léopard |
|  |                           |

### Sous-espèces

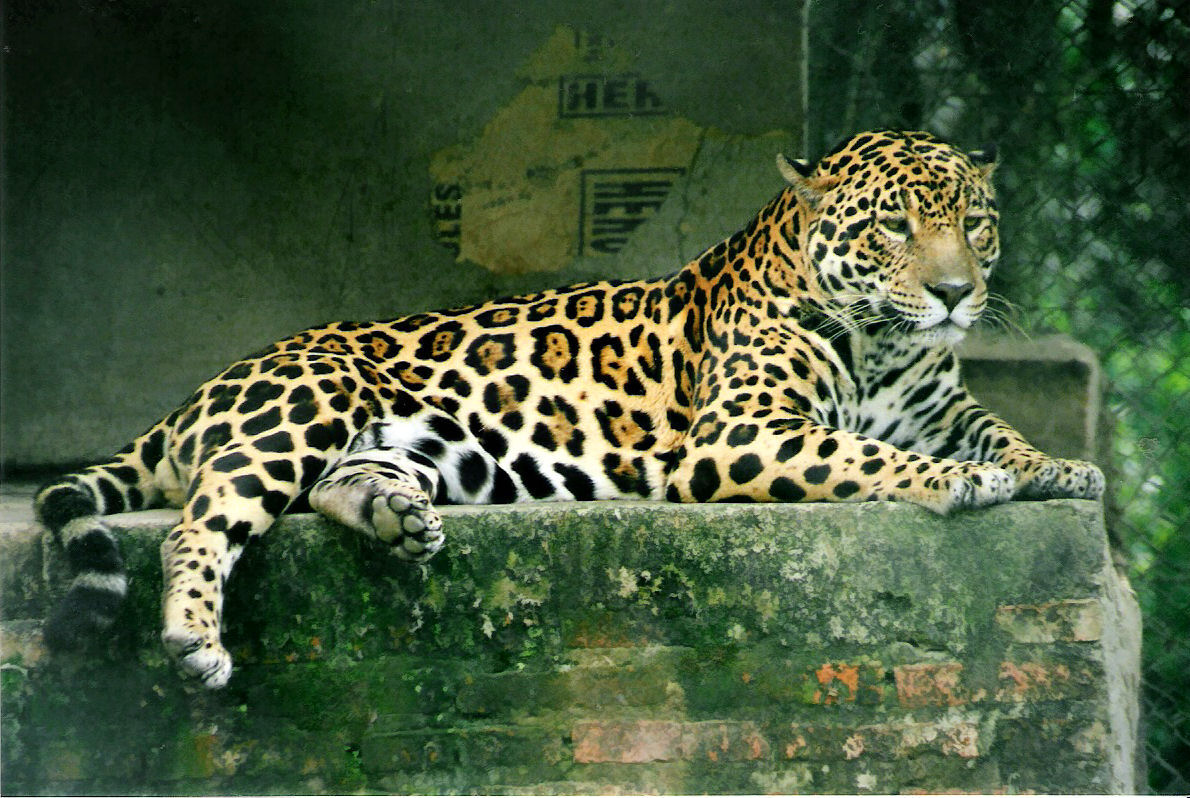
Bien que de nombreuses sous-espèces du jaguar aient été déterminées, les études les plus récentes suggèrent l'absence de sous-espèce.

Les premières subdivisions intra-spécifiques du jaguar comportaient 24 sous-espèces ; une délimitation taxonomique de l'espèce réalisée par Reginald Innes Pocock en 1939 a réduit le nombre de sous-espèces à huit, sur la base des origines géographiques et de la morphologie du crâne. Toutefois, il n'avait pas accès à suffisamment de spécimens pour évaluer de manière claire toutes les sous-espèces et il a exprimé des doutes sur plusieurs d'entre elles. En 1989, le chercheur K. L. Seymore ne sépare ces sous-espèces qu'en trois : Panthera onca onca (regroupant P. o. onca et P. o. peruviana), Panthera onca hernandesii (regroupant P. o. centralis, P. o. arizonensis, P. o. veraecrucis et P. o. goldmani) et Panthera onca palustris.
Des études récentes ont également échoué à trouver des preuves de sous-espèces bien définies, qui ne sont plus reconnues. En 1997, Shawn Larson a étudié la variation morphologique du jaguar et a montré qu'il y a un cline de la population selon l'axe nord-sud, mais aussi que la différence nord-sud est parfois plus grande qu'entre les populations des prétendues sous-espèces, et donc ne justifie pas l'affirmation de sous-espèces différentes. Une étude génétique réalisée par Eduardo Eizirik et al. en 2001 a confirmé l'absence d'une sous-structure géographique claire, mais cette étude a constaté que les principaux obstacles géographiques tels que l'Amazone limitaient l'échange de gènes entre les différentes populations. Une autre étude plus détaillée a confirmé cette prévision de la structure dans la population des jaguars de Colombie.
Désormais, les progrès des techniques d'investigation génétique permettent de déterminer les relations entre familles et espèces. Le jaguar apparaît comme le seul grand carnivore ayant une aire de répartition très étendue mais pas de sous-espèce. Autrement dit, les jaguars ont mélangé leurs gènes pendant des millénaires, et des individus du Nord du Mexique s'avèrent identiques à ceux du Sud du Brésil, résultat possible uniquement par des échanges réguliers entre des groupes très éloignés les uns des autres.
Cependant, les sous-espèces de Pocock sont encore régulièrement utilisées, et selon Mammal Species of the World et la base de données SITI, il existe neuf sous-espèces du jaguar, ajoutant au huit de Pocock Panthera onca paraguensis, lequel fut d'abord spécifié par des fossiles puis des animaux vivants. Le Jaguar Species Survival Plan recommande toutefois de ne considérer aucune sous-espèce lors d'actions d'élevage conservatoire et d'éducation de la population et l'Union internationale pour la conservation de la nature suit cette même recommandation.

## Comportement

### Reproduction et cycle de vie

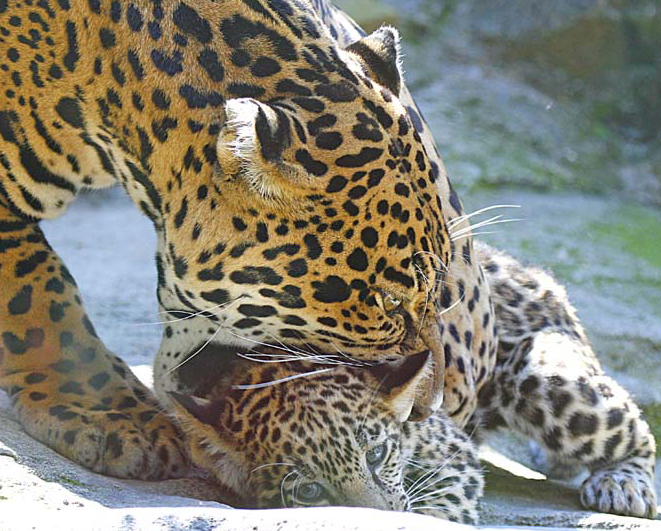
Mère jaguar attrapant son petit par le cou.

Les femelles atteignent la maturité sexuelle à l'âge de deux à trois ans et les mâles entre trois et quatre ans. Le jaguar est considéré comme actif tout au long de l'année dans la nature, bien que les naissances puissent augmenter lorsque les proies sont abondantes. Les recherches sur les mâles en captivité confirment l'hypothèse de l'accouplement toute l'année, sans variation saisonnière dans le sperme et la qualité de l'éjaculation. Toutefois, dans le nord de son aire de répartition, l'activité est plus intense en décembre-janvier, lorsque les proies sont plus nombreuses. Un faible taux de reproduction a également été observé en captivité. L'œstrus de la femelle est de 6 à 17 jours sur un cycle de 37 jours, et la femelle indique sa période de fécondité avec des marques urinaires et l'augmentation des grognements. Ses appels peuvent attirer de un à trois mâles. La copulation est brève mais fréquente, jusqu'à cent fois par jour.
Les couples se séparent après la reproduction, et la femelle prend la responsabilité entière des petits. La période de gestation dure de 91 à 111 jours et les femelles donnent naissance de deux à quatre petits, le plus souvent deux. La mère ne tolère pas la présence des mâles après la naissance des petits, par peur du cannibalisme animal, comportement qui se retrouve également chez le tigre.
Les jeunes qui pèsent entre 700 et 900 grammes à la naissance, sont aveugles et ouvrent les yeux au bout de deux semaines. À la naissance, leur fourrure laineuse est de couleur brun clair moucheté de gros points noirs. Ils sont sevrés à cinq mois et à six mois ils commencent l'apprentissage de la chasse avec leur mère qui se poursuivra pendant un à deux ans avant que les petits quittent leur mère pour conquérir leur propre territoire. Le répertoire vocal des jeunes est quasiment complet dès l'âge d'un an. Les jeunes mâles sont d'abord nomades, rivalisant avec leurs homologues plus âgés jusqu'à ce qu'ils parviennent à revendiquer un territoire propre.
L'espérance de vie est estimée à 23 ans en captivité, ce qui le place parmi les félins avec la plus grande longévité. Dans la nature, l'espérance de vie, estimée à quinze à seize ans, est habituellement calculée par l'étude de l'usure des dents ; la récolte des données n'est pas aisée pour ce félin discret, vivant dans des milieux difficiles d'accès. Une nouvelle méthode, basée sur le suivi à long-terme des pièges photographiques, permet une analyse plus fine. La méta-analyse de photographies de 156 jaguars du Venezuela, du Brésil, des États-Unis, du Belize, du Costa Rica et d'Argentine a été réalisée en 2018. Le record de longévité pour les mâles est de vingt ans et pour les femelles de treize ans. L'espérance de vie des mâles et des femelles est respectivement de 14,8 ± 1,9 ans et de 11,3 ± 1,0 ans, toutefois une analyse sur des cohortes de trois ans d'âge montre qu'il est rare qu'un jaguar dépasse l'âge de quatorze ans dans la nature.

### Structure sociale

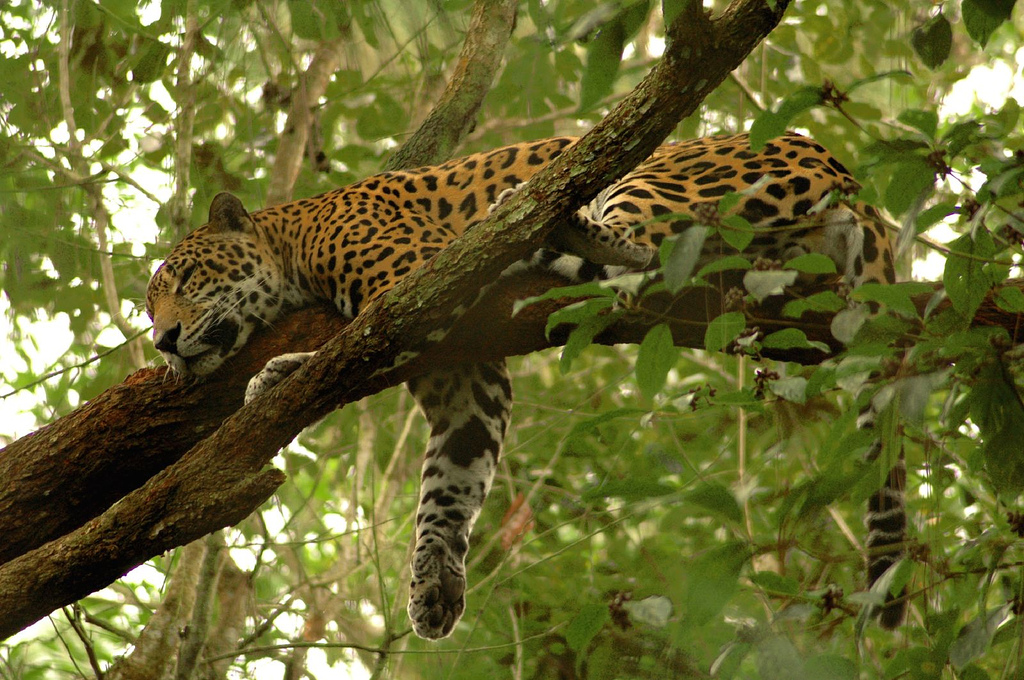
Jaguar au repos.

Comme la plupart des félins, le jaguar est solitaire dès qu'il quitte sa mère. Les adultes se réunissent uniquement pour la cour et la reproduction, bien que des tentatives de socialisation aient été observées de façon anecdotique. Comme la plupart des félins, le jaguar est territorial. Les territoires des femelles peuvent se chevaucher même si les individus s'évitent les uns des autres en général. Le territoire des mâles couvre à peu près deux fois plus d'espace que celui des femelles et sa taille varie avec la disponibilité des proies et de l'espace ; les territoires des mâles ne se chevauchent pas,. Les marques de griffes et les dépôts d'urine et d'excréments sont utilisés pour marquer le territoire.
| Taille des territoires | Mâle          | Femelle      |
| ---------------------- | ------------- | ------------ |
| Mexique                | 100 à 190 km2 | NC           |
| Pantanal               | 90 à 152 km2  | 32 à 139 km2 |
| Bassin de Cockscomb    | 33 km2        | 10 km2       |

À l'instar des autres grands félins, le jaguar est capable de rugir et permet de mettre en garde à distance les autres individus sur les questions territoriales et d'accouplement. Le mâle peut le faire avec plus de force que la femelle. Des épisodes intenses d'échanges entre les individus ont déjà été observés dans la nature. Leur vocalisation ressemble souvent à une toux répétitive ou des appels brefs et profonds, et les jaguars peuvent également émettre des miaulements, des grognements, des grondements et des soufflements. Le prusten est également émis lorsque deux jaguars se rencontrent de manière amicale. Les combats entre mâles pour l'accouplement sont rares, et des comportements d'évitement ont été observés dans la nature. Quand un combat se produit, le conflit est habituellement pour le territoire. Un territoire de mâle peut englober celui de deux ou trois femelles, et il ne tolère pas les intrusions d'autres mâles adultes.
Le jaguar est souvent décrit comme un chasseur nocturne, mais il est plus spécifiquement crépusculaire, c'est-à-dire avec un pic d'activité autour de l'aube et du crépuscule. Leur activité diurne principale est le repos dans un coin à l'ombre ou baigné dans l'eau qu'il affectionne particulièrement. Les individus des deux sexes chassent, mais les mâles se déplacent plus chaque jour que les femelles. Le jaguar peut chasser au cours de la journée si les proies sont disponibles et s'il n'est pas dérangé par l'Homme. C'est un félin assez énergique puisqu'il est actif 50 à 60 % de la journée. Les mâles parcourent chaque semaine environ 2,5 km2.

### Alimentation

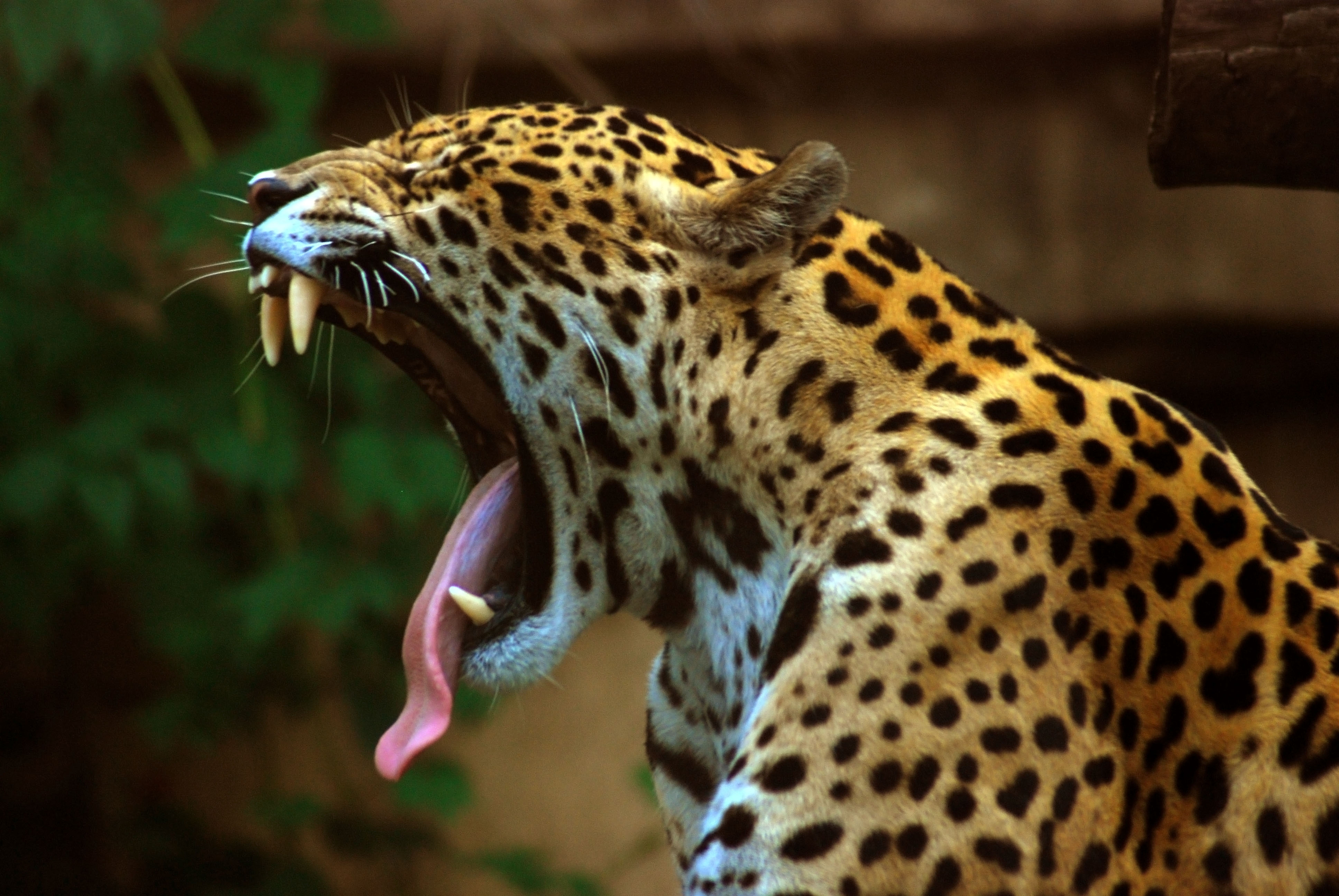
Mâchoire ouverte du jaguar lors d'un bâillement.

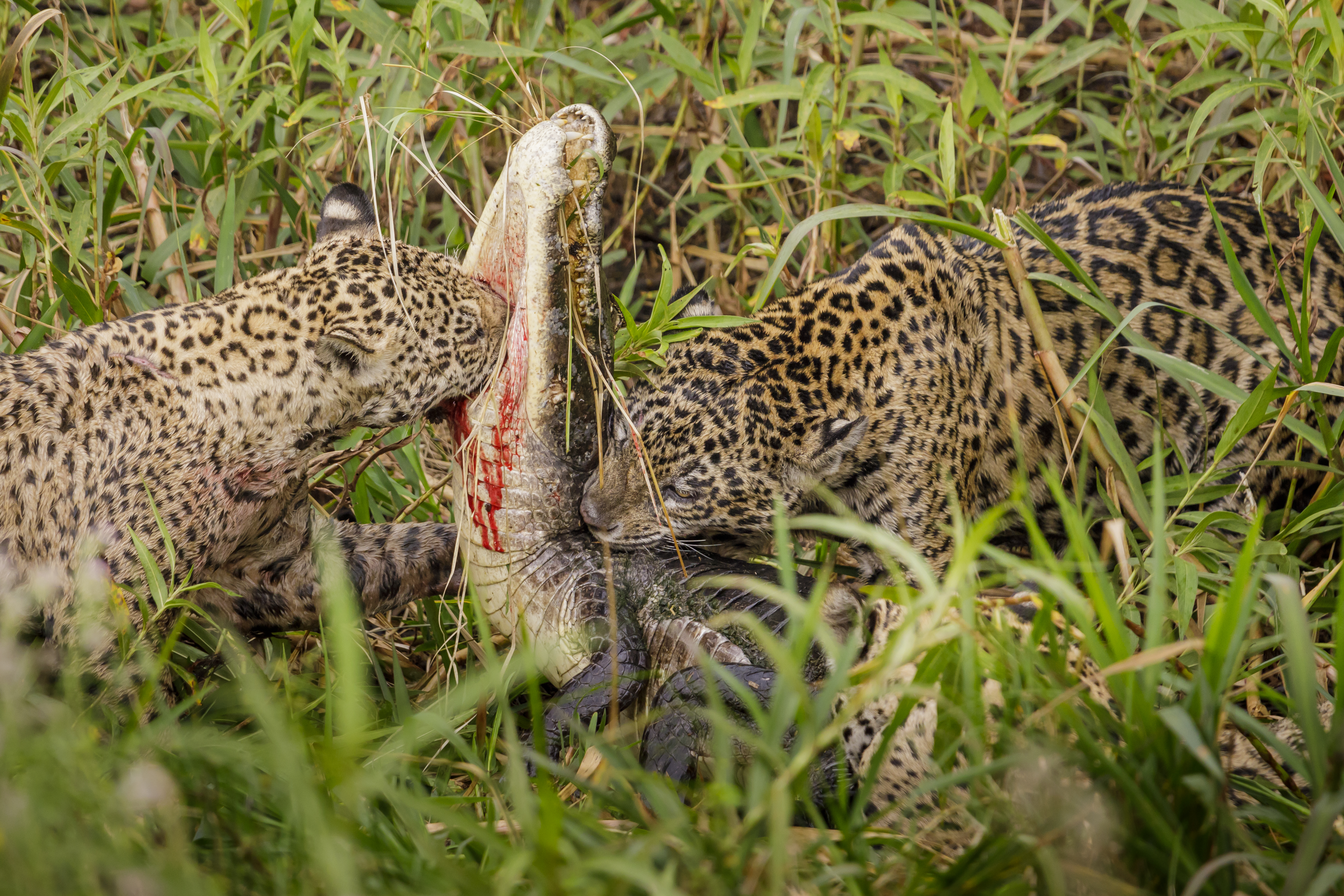
Trois jaguars tuant un jacara dans le Parque Estadual Encontro das Águas au Mato Grosso, Brésil. Aout 2022.

Comme tous les félins, le jaguar est un carnivore. C'est un chasseur opportuniste et son régime alimentaire comprend 87 espèces. Le jaguar préfère les grandes proies et chasse cervidés, serpents, capybaras, tapirs, pécaris, jacara, caïmans à lunettes. Toutefois, le félin peut manger toutes les petites espèces qu'il peut capturer, y compris les grenouilles, poissons, des œufs, des paresseux, des singes et des tortues. Il peut également chasser le bétail, raison pour laquelle il est parfois tué par les éleveurs. Contrairement à toutes les autres espèces du genre Panthera, le jaguar attaque très rarement l'humain. Le jaguar est occasionnellement charognard : ce comportement a été rapporté au Brésil, au Costa Rica, au Honduras et au Mexique
Au lieu d'utiliser la technique typique des Panthera, c'est-à-dire la morsure profonde dans la gorge pour provoquer la suffocation, il préfère une méthode de mise à mort unique parmi les félins : il perce l'os temporal du crâne avec ses canines, transperçant le cerveau. Cela est peut-être une adaptation aux carapaces de tortues, qui après la fin des extinctions du Pléistocène, sont devenues avec d'autres reptiles à carapace, une source abondante de proies pour le jaguar,. Cette technique de morsure du crâne est employée particulièrement sur les mammifères, en particulier le capybara. Avec les reptiles comme les caïmans, le jaguar peut sauter derrière sa proie pour rompre ses vertèbres cervicales, immobilisant la cible. Capable de fissurer les carapaces de tortues, le jaguar peut vider la chair. Pour les proies telles que les chiens, un coup de patte pour écraser le crâne peut être suffisant. Ses griffes rétractiles lui sont utiles pour maintenir la proie de ses pattes arrière, pendant que les pattes avant l'étouffent.
Le jaguar est un prédateur qui aime chasser à l'affût et tendre des embuscades. Le félin attaque d'un bond rapide à partir d'un endroit où il est couvert et, en général, d'un angle où la proie ne peut pas le voir. Les capacités de l'espèce à chasser à l'affût sont considérées comme inégalées dans le règne animal à la fois par les peuples autochtones et par les chercheurs, et sont probablement le produit de son rôle clé de prédateur dans des environnements très variés. L'embuscade peut être faite dans l'eau car le jaguar est tout à fait capable de transporter en nageant une grande proie morte ; sa force étant si importante que des carcasses de vaches peuvent être montées jusqu'en haut d'un arbre lors des inondations.
Une fois la proie morte, le jaguar va traîner la carcasse vers un fourré ou un autre endroit isolé. Il commence à manger le cou et le thorax, plutôt que l'abdomen. Le cœur et les poumons sont consommés, suivis par les épaules. La quantité quotidienne de nourriture consommée par un animal de 34 kg, c'est-à-dire au plus bas de la fourchette de poids de l'espèce, a été estimée à 1,4 kg. Pour les animaux en captivité pesant entre 50 et 60 kg, plus de 2 kg de viande par jour est recommandée. Dans la nature, la consommation est naturellement plus erratique, les jaguars dépensant une énergie considérable à la capture des proies, ils peuvent consommer jusqu'à 25 kg de viande en une fois, suivis par des périodes de jeûne.

### Compétition interspécifique

#### Puma
Le puma (Puma concolor) partage son aire de répartition Sud avec l'aire Nord du Jaguar. Les cas de coexistence ne sont pas rares. Les deux espèces ont souvent été étudiées conjointement. Dans les zones tropicales, le puma est plus petit que dans les zones tempérées de son aire de répartition et chasse un plus grand nombre d'espèces, qui sont également de plus petite taille. La compétition interspécifique avec le jaguar dans les zones tropicales est un facteur probable de ces différences,. Dans le parc national Santa Rosa au Costa Rica, il a été observé que les carcasses de proies fraichement tuées par un jaguar (des tortues de mer) sont par la suite visitées par un ou des pumas et jaguars,. Le puma est plus fréquemment observé durant la journée, tandis que le jaguar est plus nocturne. Cette observation montre que le jaguar est relativement tolérant envers les autres prédateurs qui visitent les charognes qu'il a tuées.
Le jaguar peut s'attaquer aux jeunes pumas.

#### Anaconda
Le jaguar et les espèces du genre Eunectes présentent un recouvrement de leurs aire de distribution comme de leur régime alimentaire. Toutefois, les cas d'interactions sont rares et montrent des prédations du jaguar sur l'Anaconda jaune (Eunectes notaeus) et l'Anaconda vert (Eunectes murinus).

## Écologie et répartition

### Habitat

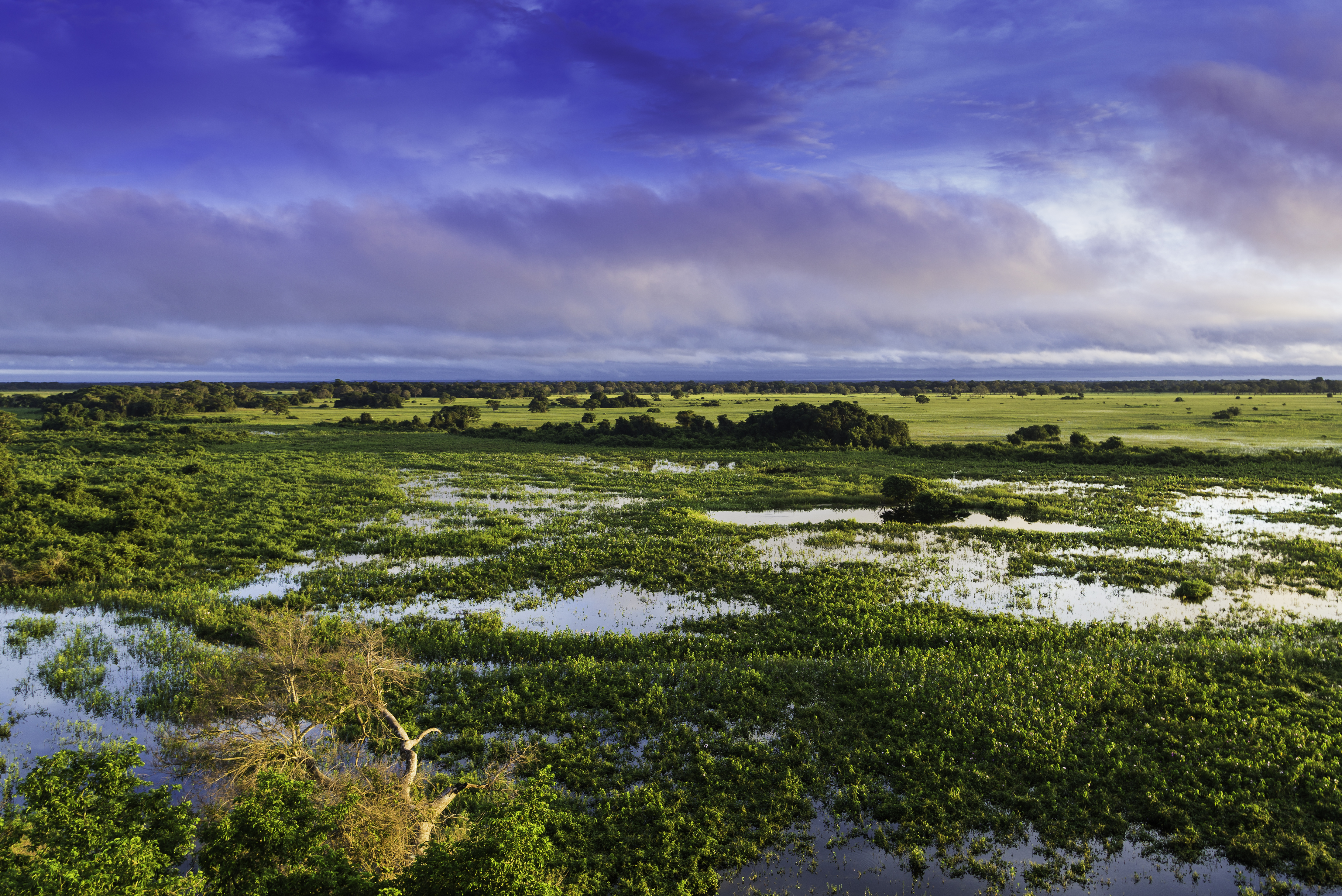
Le Pantanal au Brésil : zone humide appréciée du jaguar.

L'habitat du félin comprend les forêts tropicales de l'Amérique centrale et du Sud qui sont saisonnièrement inondées. Parmi ces habitats, le jaguar préfère une forêt dense. Adapté à de nombreux habitats, il n'est cependant pas présent dans les déserts, et à des altitudes trop élevées, bien que des observations à 2 700 mètres dans les Andes et 3 800 mètres au Costa Rica aient été rapportées.
La présence d'eau (marécages, lacs, mangroves) est un paramètre important de son installation dans une région.

### Rôle écologique
Le jaguar adulte est un superprédateur, ce qui signifie qu'il est au sommet de la chaîne alimentaire et n'est pas lui-même considéré comme une proie dans la nature. Le jaguar est également une espèce clé de voûte, car il régule les populations de proies, maintenant l'intégrité de la structure des systèmes forestiers,. Toutefois, déterminer avec précision l'effet des espèces comme le jaguar sur les écosystèmes est difficile, parce que les données doivent être comparées aussi bien à partir de régions où l'espèce est absente que dans ses habitats, tout en contrôlant les effets de l'activité humaine. Il est généralement admis que la population de proies augmente en l'absence de prédateurs, et que cela a des effets négatifs en cascade. Toutefois, le travail de terrain a montré que la variabilité des populations pouvait être naturelle, ainsi, l'appellation « espèce clé de voûte » pour le jaguar n'est pas plébiscitée par tous les scientifiques.

### Aire de répartition

Aire de répartition du jaguar
Distribution historique
Distribution actuelle

L'aire de répartition historique de l'espèce couvre la majeure partie du continent américain, néanmoins elle est en net recul. Le félin a rapidement perdu de son aire de répartition dans les régions sèches de son habitat, comme la pampa argentine, les prairies arides du Mexique, et le sud-ouest des États-Unis. Son aire de distribution actuelle représente environ 45 % de l'aire historique.
Son aire de répartition s'étend du Mexique jusqu'en Amérique du Sud, en passant par l'Amérique centrale et une grande partie de l'Amazonie. Les pays inclus dans cette aire sont l'Argentine, le Belize, la Bolivie, le Brésil, la Colombie, le Costa Rica (notamment sur la péninsule d'Osa), l'Équateur, les États-Unis, le Guatemala, le Guyana, le Honduras, le Mexique, le Nicaragua, le Panama, le Paraguay, le Pérou, le Suriname et le Venezuela. Il est également présent en Guyane. Le jaguar est néanmoins considéré comme une espèce éteinte au Salvador et en Uruguay. En Amérique centrale il est considéré comme commun uniquement au Belize.
Compte tenu de l'inaccessibilité d'une grande partie de l'aire de répartition du jaguar, l'estimation de la population d'animaux est difficile. Les recherches portent généralement sur des régions particulières et donc les analyses complètes sur l'espèce sont rares. En 1991, de 600 à 1 000 individus ont été estimés comme vivant au Belize. Un an plus tôt, de 125 à 180 jaguars ont été estimés comme vivant au Mexique dans la réserve de biosphère de Calakmul, avec 350 autres dans l'État du Chiapas. La réserve de biosphère Maya au Guatemala contiendrait, quant à elle, de 465 à 550 animaux. Les travaux utilisant la télémétrie GPS en 2003 et 2004 ont montré qu'il y avait seulement six à sept jaguars pour 100 km2 dans la région du Pantanal, comparativement aux dix à onze en utilisant les méthodes traditionnelles, ce qui suggère que les méthodes d'échantillonnage anciennement utilisées pourraient surestimer le nombre réel de félins.
Au Mexique, la répartition du jaguar est encore méconnue au nord-est du pays. Des indices de présence ont permis d'inclure la sierra de Tamaulipas dans les aires naturelles protégées mexicaines ; en 2016, le jaguar, l'ocelot et le jaguarondi sont également observés dans la sierra de San Carlos.
Au Brésil, le jaguar est sur la liste des espèces en danger. Selon la région, son statut est considéré comme vulnérable à éteint. La menace principale est la dégradation ou la fragmentation de l'habitat. Il est présent dans tous les biomes brésiliens, notamment dans le Pantanal et l'Amazonie, sauf dans la Pampa, où sa présence est corrélée à de très nombreux facteurs (disponibilité des proies, présence de cours d'eau et de végétation autochtone préservée). Dans la forêt atlantique, où la déforestation a réduit la forêt à 15 % de sa taille d'origine, 80 % des populations de jaguar ont disparu. L'espèce est également menacée par la pression de chasse et le déclin des proies. Dans la forêt atlantique, il est probable que la population de ce félin soit subdivisée en huit subpopulations de moins de cinquante individus, avec une population maximale de moins de 250 individus. En 2017, des individus ont été photographiés dans une réserve privée dans l'État de Bahia dans la forêt atlantique, ce qui constitue une « redécouverte » de l'espèce. Selon les scientifiques, un management du paysage, couplé à des mesures de protection, permettrait de reconnecter les populations : par exemple, un jaguar observé dans le parc d'État Rio Guarani a émigré depuis le parc national de l'Iguaçu.

#### Le cas des États-Unis
L'inclusion des États-Unis dans la liste des pays de l'aire de répartition du jaguar est fondée sur des observations ponctuelles dans le sud-ouest, en particulier dans l'Arizona, le Nouveau-Mexique et le Texas. Au début des années 1900, l'aire du jaguar s'étendait au nord jusqu'au parc national du Grand Canyon, et, vers l'ouest, jusqu'à la Californie du Sud.
Le jaguar est une espèce protégée aux États-Unis en vertu de l'Endangered Species Act de 1973, qui a arrêté la chasse de l'animal pour sa fourrure. En 2004, des fonctionnaires chargés de la faune en Arizona ont photographié des jaguars dans la partie sud de l'État. Pour qu'une population permanente y prospère, la protection face à la chasse, un bon réservoir de proies, et la connectivité avec les populations mexicaines sont essentiels. Le 25 février 2009, un jaguar a été capturé puis relâché au sud-ouest de Tucson en Arizona après la pose d'un collier émetteur. C'est plus au nord que ce qui avait été précédemment imaginé, et représente un signe d'une possible population permanente de jaguars dans le sud de l'Arizona. Il a été confirmé que l'animal est bien le même individu (nommé « Macho B ») que celui photographié en 2004 qui était à l'époque le plus vieux jaguar connu dans la nature avec ses quinze ans. En mars 2009, ce jaguar, qui était cependant le seul repéré aux États-Unis depuis plus d'une décennie, a été recapturé et euthanasié après la découverte d'une insuffisance rénale chronique. Certains experts estiment que le stress de la capture et la sédation répétée en seraient les causes. La mort de « Macho B » est un coup dur pour la présence du jaguar aux États-Unis.
L'achèvement de la barrière entre les États-Unis et le Mexique visant à lutter contre l'immigration illégale pose également à terme un problème sur les populations d'animaux sauvages résidant aux États-Unis, en réduisant leur possibilité de migration et l'hétérogénéité des gènes des populations et en limitant toute nouvelle expansion de l'espèce vers le nord. Le 7 janvier 2008, le directeur de l'United States Fish and Wildlife Service a approuvé une décision sans précédent de l'administration Bush pour renoncer à l'objectif fédéral de la réintégration du jaguar aux États-Unis malgré l'Endangered Species Act de 1973. Cette décision, première du genre dans l'histoire de l'Endangered Species Act, est pour certains détracteurs le sacrifice de l'espèce par le gouvernement pour pouvoir développer sans contrainte la barrière entre les États-Unis et le Mexique. Ceci est cependant discuté par l'administration Obama.

### Préservation de l'espèce

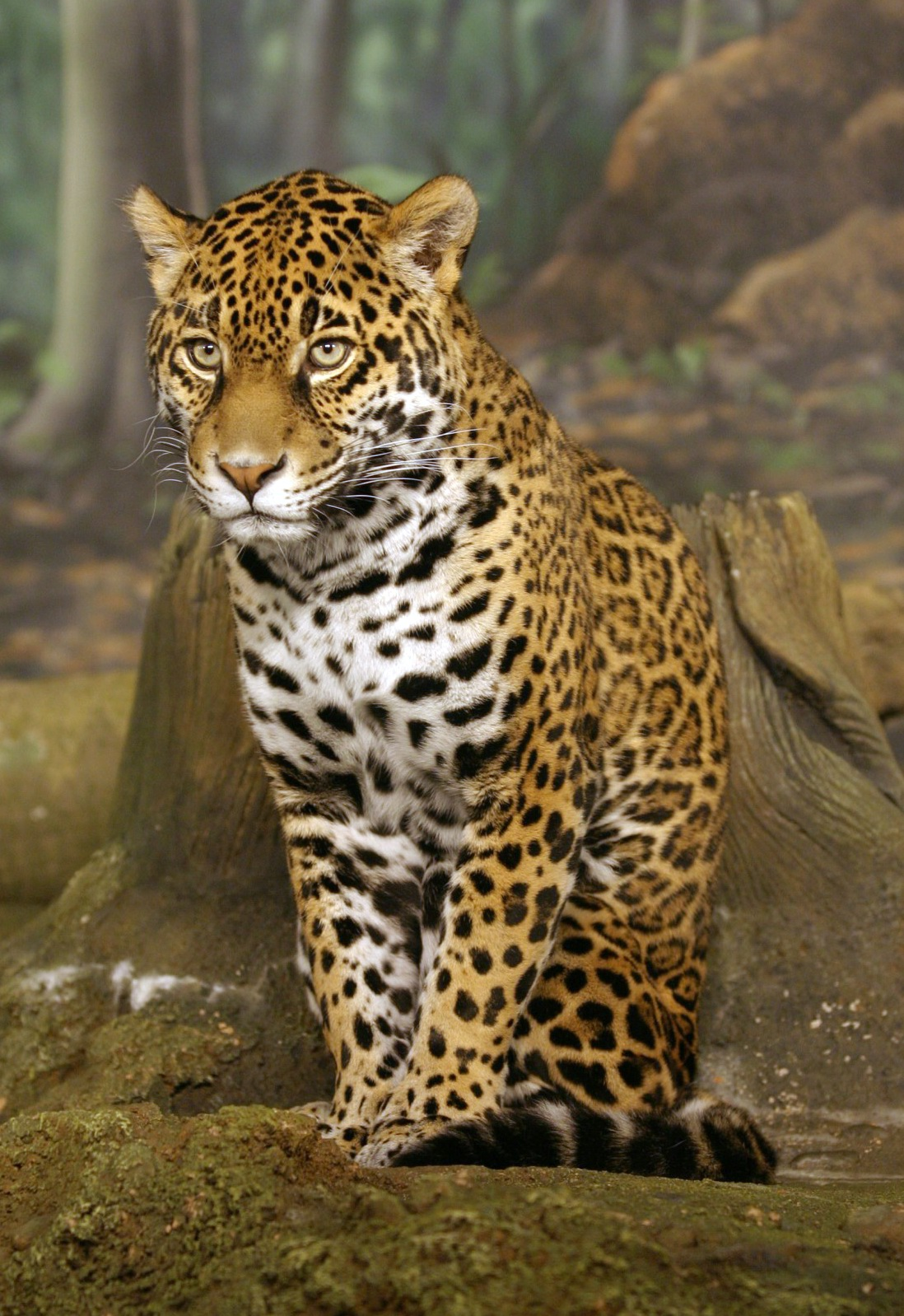
Jaguar au zoo de Milwaukee.

Les populations de jaguars sont en diminution. L'animal est considéré comme une espèce quasi menacée (NT) selon l'Union internationale pour la conservation de la nature (UICN), ce qui signifie qu'elle peut être menacée d'extinction dans un avenir proche. La perte d'une partie de son aire de répartition géographique, notamment sa quasi-élimination de sa zone d'implantation historique dans les régions du nord et l'augmentation de la fragmentation de son aire de répartition restante, ont contribué à un tel statut. Dans les années 1960, plus de 15 000 peaux de jaguars par an étaient tirées de l'Amazonie brésilienne, ce qui entraîna un fort déclin des populations de jaguar. Le commerce de peaux se réduisit très fortement lors de la mise en place de la Convention sur le commerce international des espèces de faune et de flore sauvages menacées d'extinction (CITES) en 1973. Des travaux détaillés de la Wildlife Conservation Society révèlent que l'animal a perdu 37 % de son aire de répartition historique, avec un statut inconnu dans 18 % autres. Néanmoins, la probabilité de survie à long terme a été jugée élevée dans 70 % de son aire de répartition restante, en particulier dans le bassin de l'Amazonie, le Gran Chaco et le Pantanal attenant.

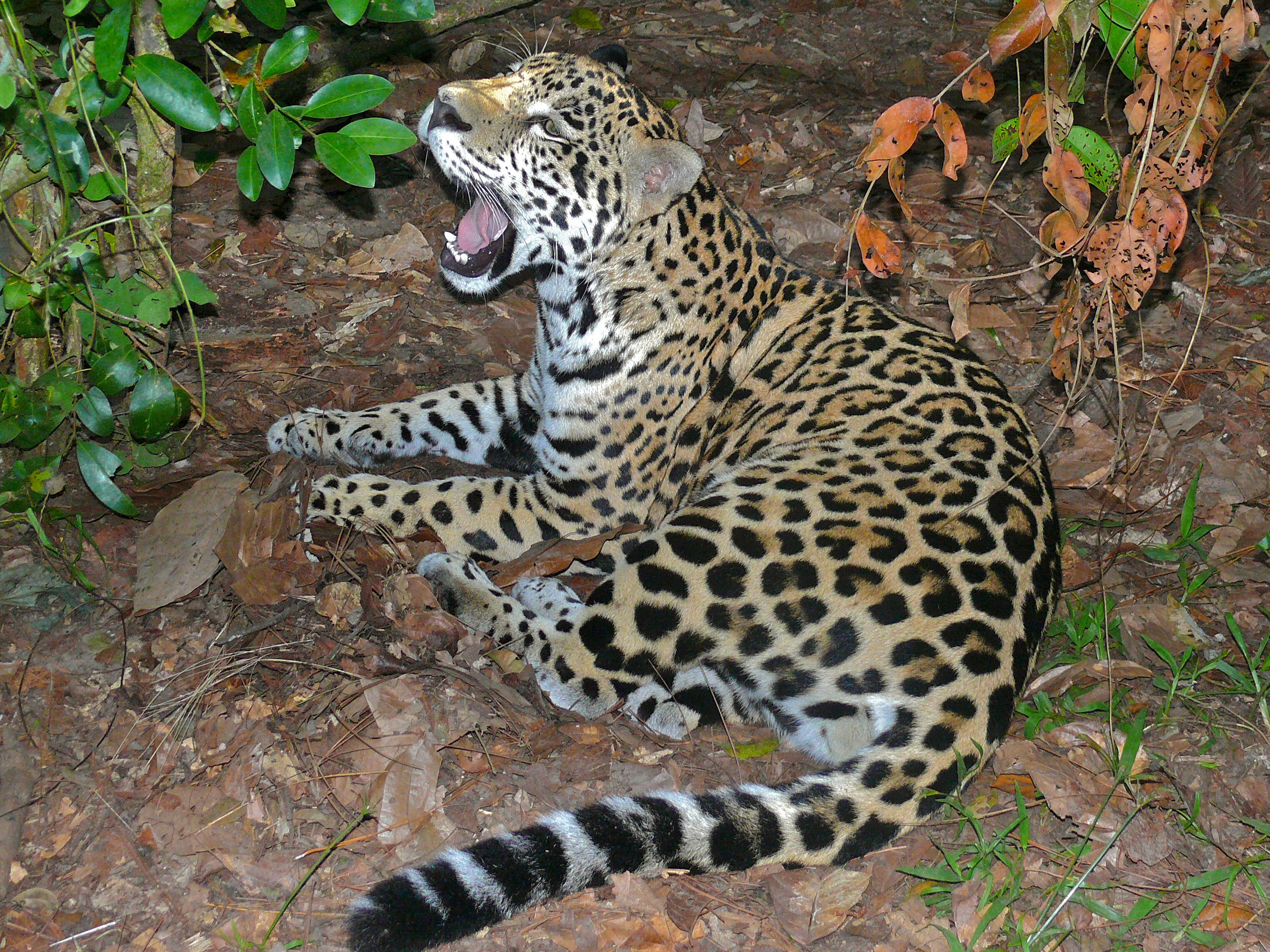
Jaguar au zoo de Belize.

En se basant sur une densité de population d'un jaguar pour 15 km2, la population préservée du Belize est estimée entre 600 et 1 000 jaguars. Dans le Pantanal, la densité de population n'est que de 1,4 jaguars pour 100 km2.
Les principaux risques pour le jaguar sont la déforestation de son habitat, l'accroissement de la concurrence pour la nourriture avec l'homme, le braconnage, les cyclones tropicaux dans le nord de son aire de répartition et le comportement des éleveurs qui tuent souvent le félin pour protéger leur troupeau. Lorsqu'il est habitué à la proie, le jaguar fait du bétail une grande partie de son alimentation, tandis que l'utilisation de la terre pour le pâturage est un problème pour l'espèce. Les populations de jaguars ont peut-être augmenté quand le bétail a été introduit pour la première fois en Amérique du Sud, mais les attaques sur le bétail ont incité les propriétaires d'élevages à embaucher à temps plein des chasseurs de jaguars, qui tirent souvent à vue.
Le jaguar est classé comme une espèce de l'Annexe I de la CITES : le commerce international de jaguars ou de parties de leur corps est interdit. La chasse au jaguar est interdite en Argentine, au Belize, en Colombie, aux États-Unis, en Guyane française, au Honduras, au Nicaragua, au Panama, au Paraguay, au Suriname, en Uruguay et au Venezuela. L'exception à la chasse se limite aux « animaux à problèmes » au Brésil, au Costa Rica, au Guatemala, au Mexique et au Pérou, tandis que la chasse sportive est toujours autorisée en Bolivie. L'espèce n'a pas de protection juridique en Équateur ou au Guyana.
Les efforts actuels de conservation sont souvent axés sur l'éducation des propriétaires d'élevage et sur la promotion de l'écotourisme. Le jaguar est généralement défini comme une espèce parapluie : une espèce dont la portée écologique et les besoins en ressources et en espaces sont suffisamment larges pour que, si elle est protégée, de nombreuses autres espèces moins exigeantes partageant son écosystème soient aussi de fait protégées.
Plus récemment, un projet international nommé Paseo del jaguar (« Passage du jaguar ») a pour but d'identifier et de préserver les liaisons entre les zones de populations du Mexique à l'Argentine pour sauver l'espèce de l'extinction. En effet, le jaguar a de grandes difficultés à vivre dans un habitat restreint, sans pouvoir migrer pour se reproduire.

## Le jaguar dans la culture

### Étymologie et sémantique
Le mot jaguar provient, par l'intermédiaire du portugais, de l'une des langues tupi-guarani, probablement du dialecte utilisé par les Tupis pour le commerce avec les Européens. Le mot tupi yaguara, qui veut dire « bête » et est parfois traduit par « chien »,, est utilisé pour tout mammifère carnivore (le nom précis du jaguar étant yaguareté, avec le suffixe eté « réel » ou « vrai »,). Dans de nombreux pays d'Amérique centrale et d'Amérique du Sud, le jaguar est considéré comme el tigre (« le tigre »); c'est d'ailleurs le premier nom donné au jaguar par les colons espagnols.
La première partie de la dénomination taxonomique de l'animal, Panthera, vient du latin panthera, lui-même emprunté au grec πάνθηρ / pánthêr, terme désignant le Léopard, c'est-à-dire l'espèce type qui définit le genre. πάνθηρ est traditionnellement analysé comme un composé de παν- / pan-, « tous » et de θήρ / thếr, « animal sauvage », mais il n'est pas exclu qu'il s'agisse d'une étymologie populaire, car le mot pourrait remonter en fait au sanskrit pundarikam « tigre ». La seconde partie onca correspond au portugais onça, avec remplacement du ç par un c pour des raisons typographiques (la cédille n'existant pas en latin, langue usuelle des naturalistes jusqu'au XIXe siècle). Les formes onça (portugais), onza (espagnol), once (français), ounce (anglais) continuent (avec déglutination du [l-] initial, interprété par erreur comme l'article défini) le latin populaire *lyncea (dérivé lui-même de lynx), dont l'italien lonza est le descendant direct. On notera qu'aujourd'hui onça, onza, etc. désignent non pas le lynx mais un autre félin, le Léopard des neiges (Uncia uncia).

### Dans la mythologie et la culture

#### Amérique précolombienne

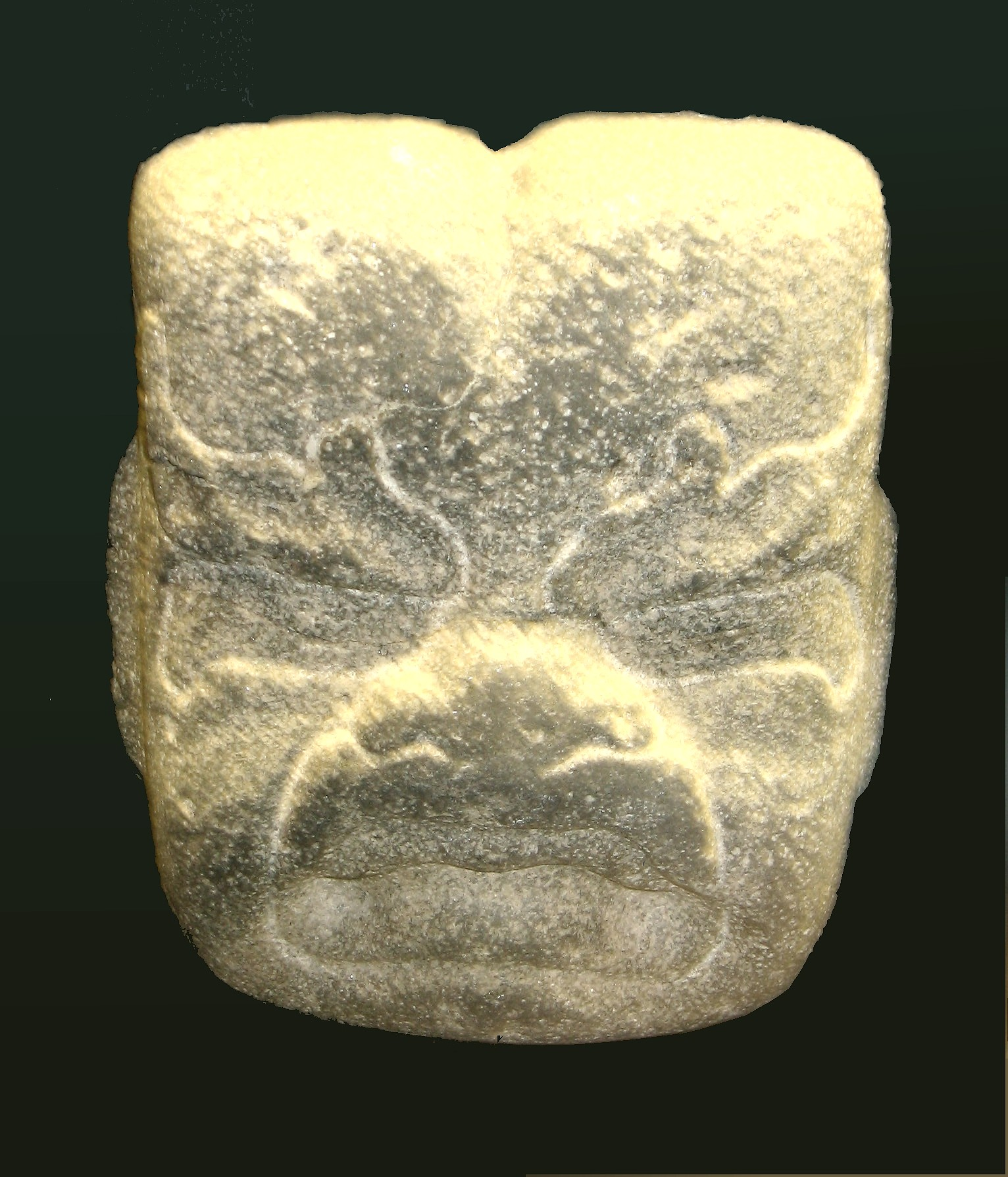
La figure hybride de l'Art olmèque : l'homme-jaguar.

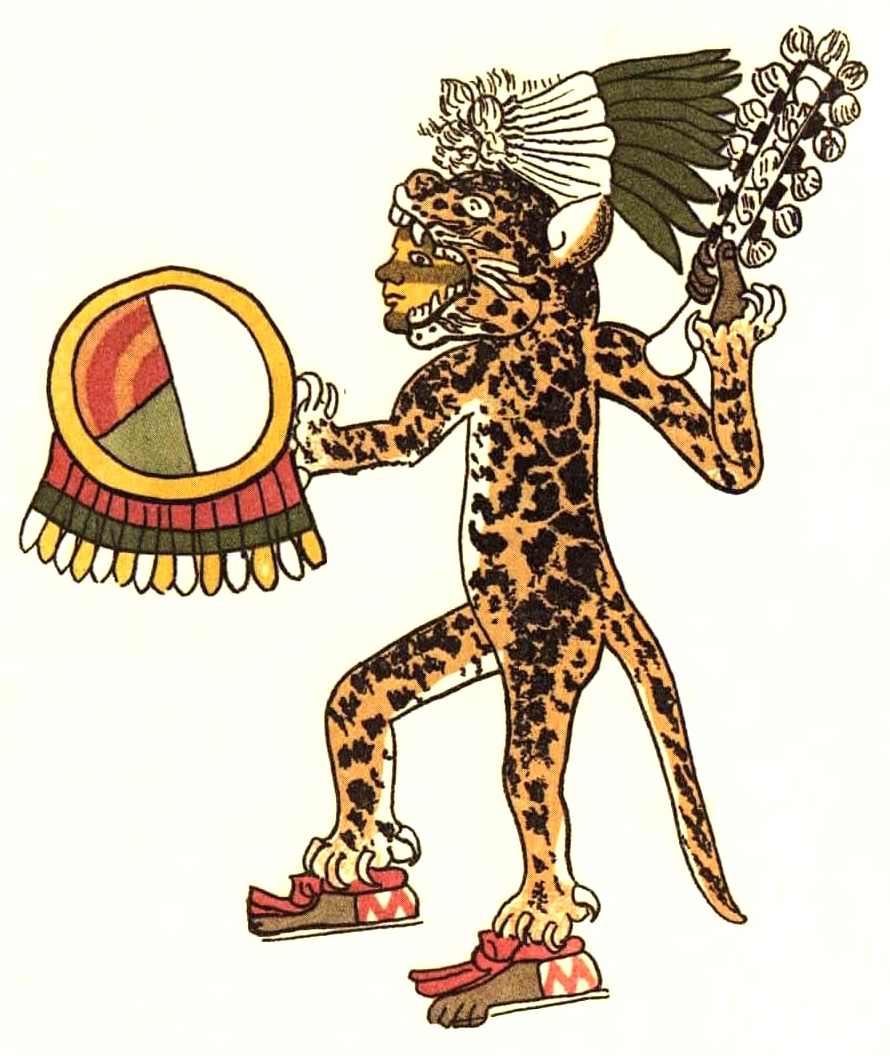
Guerrier jaguar aztèque.

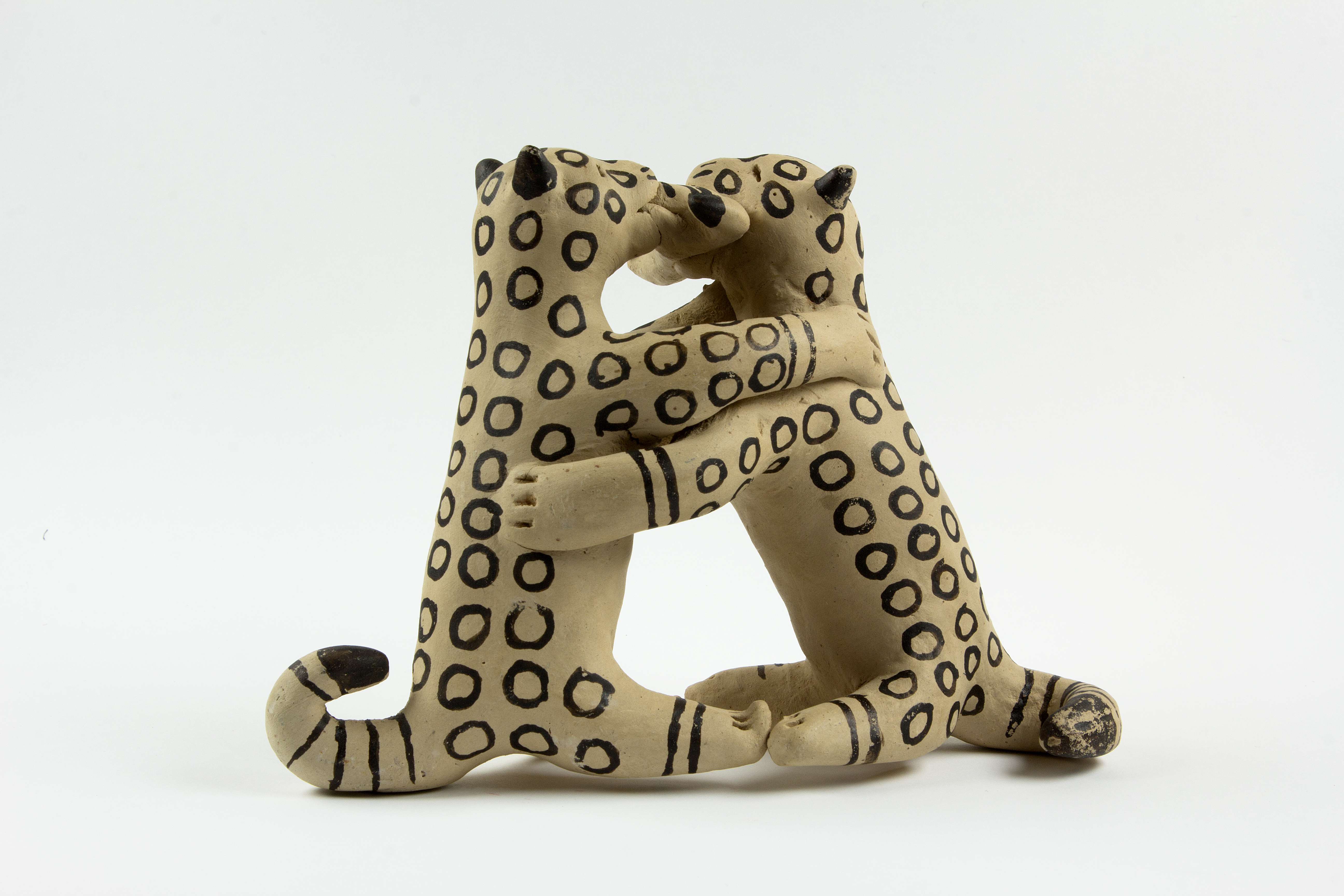
Statuette - deux jaguars enlacés avec proie dans la gueule – Muséum de Toulouse

Le jaguar est le seul félin à avoir marqué durablement la religion et la culture de tout un continent, en l'occurrence l'Amérique. Dans les civilisations précolombiennes, le jaguar est depuis longtemps un symbole de puissance et de force. Parmi les cultures andines, le culte du jaguar pratiqué dès le début de la culture de Chavín se diffuse vers 900 av. J.-C. dans ce qui est aujourd'hui le Pérou : par exemple, la culture Moche, au nord du Pérou, utilise le jaguar comme un symbole de pouvoir sur un grand nombre de céramiques.
En Mésoamérique, les Olmèques développent le concept de l'« homme-jaguar », une sorte de motif sculptural et figuratif représentant des jaguars stylisés ou des êtres humains avec des caractéristiques du jaguar. L'homme-jaguar était représenté obèse, la bouche ouverte montrant des crocs et le corps habillé d'une peau de jaguar.
Par la suite, dans la civilisation maya, le jaguar est le réceptacle de croyances qui en font le soleil nocturne du monde souterrain, personnification de la mort et de la peur, et est considéré comme le protecteur de la maison royale. Les Mayas voient ces puissants félins comme leurs compagnons dans le monde spirituel, et un certain nombre de dirigeants mayas portent des noms qui intègrent le mot maya pour le jaguar (bahlam ou b'alam dans la plupart des langues mayas), comme c'est par exemple le cas de la dynastie de Palenque.
Les Aztèques partagent cette image du jaguar en tant que représentant du roi et guerrier. Ils forment une classe de guerriers d'élite connus sous le nom de guerrier jaguar.
Dans la religion aztèque, le jaguar est considéré comme l'animal-totem de la puissante divinité Tezcatlipoca.
Chez les Tucanos, le jaguar représente le soleil. Chez les Guajiros, le chamane prétend pouvoir se transformer en jaguar.
Une superstition amazonienne attribue une curieuse méthode de chasse au jaguar : celui-ci agiterait sa queue au-dessus de l'eau pour attirer les poissons avant de les attraper.

#### La culture contemporaine
Le jaguar est largement utilisé comme un symbole dans la culture contemporaine. Le jaguar est également l'animal symbole du Guyana et figure dans ses armoiries. Il est souvent utilisé comme un nom de produit, notamment au féminin en français pour désigner le produit d'une marque de voiture de luxe. Le nom a été adopté par les franchises de sport, y compris les Jaguars de Jacksonville de la National Football League, les Jaguares de Chiapas du championnat du Mexique de football et les Jaguars de Chambly, une équipe de football américain du nord de la France. Le logotype de la Fédération argentine de rugby à XV utilise l'image du jaguar, même si, en raison d'une erreur journalistique, l'équipe est surnommée Los Pumas (« les Pumas »).

#### Impact touristique
Une importante activité touristique s'est développée dans le pantanal brésilien où il est très aisé d'observer des jaguars de jour dans des barques sur les fleuves : les jaguars y longent les berges des fleuves, à la recherche principalement de Capybaras et de caïmans.